# Callomyia liardia
Callomyia liardia is een vliegensoort uit de familie van de breedvoetvliegen (Platypezidae). De wetenschappelijke naam van de soort is voor het eerst geldig gepubliceerd in 1972 door Kessel and Buegler.